# 오사카난바역
오사카난바역(일본어: 大阪難波駅, おおさかなんばえき)은 일본 오사카부 오사카시 주오구에 있는 긴키 닛폰 철도와 한신 전기철도의 역이다. 역 번호는 긴테쓰가 A01, 한신 전기철도가 HS 41이다.
긴테쓰와 한신 전기철도의 공동사용역이며 긴테쓰의 관할역이다. 긴테쓰 역장이 배치되어 있다.

## 개요
긴테쓰는 난바 선의 기점이며, 나라 선 열차의 오사카 쪽 터미널이다.
나라 선 방면에는 특급에서 보통까지 모든 종류의 열차가 발착하지만 오사카 선 방면으로 직통하는 열차는 특급편성만 있다. 특급을 제외한 오사카 선 방면 열차는 편성의 경향과 마스터 컨트롤러의 사양은 다른 총괄 제어가 할 수 없는 것 때문에 나라 선 계통과의 운용이 나뉘어 있어서 당역에는 들어가지 않는다(오사카 선 방면 열차는 오사카우에혼마치 역 지상 승강장에서 발착.) 특급 이외에 본 역에서 오사카 선 쪽으로 가려면 반드시 오사카우에혼마치 역 ~ 후세 역간 하나의 역에서 환승이 필요하다.
1994년부터 2003년 동안에는 야간을 제외한 한이 특급도 모두 오사카우에혼마치 역 지상 승강장에서 발착했지만 2003년 3월 6일의 다이어 개정으로 한이 특급 가시코지마 행 열차의 시발역이 일부 당역으로 변경되면서0 2004년 다이어가 더 증차되었다. 날 중에는 매시 00분발 나고야 행 갑 특급, 05분발의 가시코지마 행, 30분발 나고야 행 을 특급이 발착하고 있다. 저녁 이후 시간대는 나라 행 특급이나 토,휴일의 메이한 갑 특급이 늘어나면서 이세시마 방면에도 가시코지마 행 특급 대신 도바・마쓰사카・나바리 행 특급 열차가 발차함으로써 1시간당 5 ~ 6개의 발차가 이루어진다.
2009년 3월 20일에는 니시쿠조역에서 당역까지 한신 니시 오사카 선이 연장 개통하는 동시에 노선 이름을 한신 난바 선으로 개명하고 직통 운전을 시작하였다. 그래서 2006년 6월부터 일부 승강장에서 에스컬레이터 설치 또는 갱신 공사가 이루어졌다. 또한, 한신 난바 선의 개업 이후에도 본 역은 긴테쓰의 관할역이다.
오사카난바 역과 역명 변경 전에도, 긴테쓰 특급에서는 당역 행 열차에 관해서는 당역이 오사카 쪽의 터미널 역임을 강조하고 있기 때문에 "오사카・난바 행"라고 안내하는 것이 있었다. 이는 각각 특급의 시발·종착역인 오사카우에혼마치 역에서도 역시 "오사카・우에혼마치 행"이었다.
이런 관례적인 호칭이 정착하고 있었던 것이지만, 한신 전철과의 공동사용역에서 직통 운전 개시에 맞추어 역명을 긴테쓰난바 역에서 오사카난바역으로 개명되었다. 또한, 승강장으로 열차가 도착했을 때 등 자동 방송되는 역명은 "오사카 난바, 난바입니다"이다.
한신 선 내에서는 우메다역을 터미널과 위상 "오사카우메다"와 안내하고 있는 사정과의 균형에서 단순히 "난바"라고 안내하는 것이 많았지만 현재는 정식 지명인 "오사카난바"로 안내 했다. 한편, 한신 선 내 안내 간판으로는 방송과 다른 "난바 방면"으로 표기되고 있다.
2004년까지 존재한 프로 야구 구단인 오사카 긴테쓰 버펄로스의 1997년부터 마지막 해인 2004년까지 홈 구장인 오사카 돔(현, 교세라 돔 오사카)에는 긴테쓰의 관할하는 역 중에서는 가장 가까운 역이었다.

## 역사
- 1970년 3월 11일: 긴테쓰 난바 선 개통과 동시에 긴테쓰 난바 역으로 영업 개시.
- 2007년 4월 1일: PiTaPa 사용 개시.
- 2009년 3월 20일: 한신 난바 선이 개업하고 동시에 실시된 다이아 개정으로 긴테쓰 난바 선과의 상호 직통 운전 시작. 역명을 오사카난바역으로 개명함.
- 2014년 4월 1일: 한신 전기철도 측의 역 번호(HS 41) 도입.
- 2015년 8월 20일: 긴테쓰 측의 역 번호(A01) 도입에 따라 역명판을 갱신하였고 영어 방송도 선행 도입됨.

## 역 구조
혼합식 승강장 2면 3선의 지하역에서 오사카 시영 지하철 미도스지 선과 요쓰바시 선의 밑을 지나가기 때문에 승강장은 지하 3층에 있다. 사쿠라가와 방향 쪽으로 반환용 회차선이 1개 있다, 긴테쓰 난바 선 방면에서 반환점으로 이용되고 있다.
서측의 인상선은 한 개의 선에 발착 편수가 많음에도 불구하고 적다. 그 이유로 인하여 특급 열차의 메인 승강장을 플랫폼의 앞부분(오사카우에혼마치 쪽)으로 하고 뒤쪽의 빈 공간에 다음 열차를 조기 대기시켜 종렬에 정차하는 방법을 이용하기도 한다. 또한, 과거에 있었던 3개 입환선 중 2개는 니시쿠조에서 연장된 한신 난바 선의 본선 선로에 전용되고부터 사쿠라가와 역 서쪽에 새로운 인상선이 2개 설치되어 오사카난바 ~ 사쿠라가와 역간 회송 운전하고 회차되는 형태로 되었다. 이것으로 인하여, 한신 난바 선 직통 영업 열차를 포함한 다음 역인 사쿠라가와 역까지 긴테쓰의 승무원이 승무하게 되었다. 다만 일부 당역 특급 열차는 긴테쓰 니혼바시 방향으로의 이동 라인을 사용하여 직접 1,2번 선에 정차한다.
개찰구는 동서로 2곳 있다. 자동 개찰기는 OMRON제로 모두 PiTaPa와 ICOCA대응한다.
자동 매표기는 긴테쓰용 외 한신용 OMRON산 것이 동쪽 출구에 3대 설치되어 있고 서쪽 출구에 2대 설치되어 있다. 서쪽 출구에는 한신 전용의 자동 정기권 발매기도 설치되어 있다. 그 외, 양쪽 개찰구에는 긴테쓰의 특급권 판매 창구로 자동 특급권·정기권 발매기도 마련되었다. 한편, 당역 설치된 한신 전용 자동 매표기는 IC카드를 사용할 수 없다.
동쪽 출구 대합실에는 긴테쓰 오사카난바 역 영업소나 편의점 "훼미리마트", 난토 은행과 긴키 노동 금고의 캐시 코너 등이 있다.
또한, 서쪽 출구 대합실에는 긴테쓰의 정기권 판매 창구나 소형 매점 "Pocket plat(포켓 플랫)", 이온 은행과 유초 은행의 캐시 코너 등이 있다.
그리고 동서 개찰구를 잇는 구내 연결통로 옆에는 서점이나 양과자점, 빵집, 각종 음식점 등이 분포해있는 역 상업 시설 "Time's Place(타임스 플레이스)난바"가 설치되어 있다.

### 타는 곳
| 승강장 | 노선                               | 행선 |
| ------ | ---------------------------------- | --- |
| 1・2   | A 긴키 닛폰 철도 나라 선 (난바 선) | A 오사카우에혼마치 · 히가시하나조노 · 이코마 · 야마토사이다이지 · 나라 방면 H 덴리 방면 E 나고야 방면 M 가시코지마 방면 |
| 3      | ■ 한신 난바 선                     | 니시쿠조 · 아마가사키 · 고베 산노미야 · 산요아카시 · 산요히메지 방면 (첫 열차만 2번 승강장)                             |

- 한신 난바 선 쪽 첫 열차만 본 역 시발열차로 나라 방면으로 가는 승강장인 2번 선에서 발차한다.
- 한신 난바 선이 개통하기 전까지는 승차 홈은 1번 선이 특급 전용 승강장・2번 선이 그 다른 열차 종별용 승강장・3번 선은 하차 전용 승강장으로 편성되고 있었다. (현재, 특급열차는 2번 선에서 발착하는 경우가 많았으나, 시간대에 따라서 1번 선에서 발착하는 경우도 있다.) 또한, 3번 선에는 방향막 조작 지원 때문에 회차 열차 종별 및 행선지를 표시했다. 또한, 1980년대 전반까지는 저녁 러시아 워에 일부 쾌속 급행이 1번 선에서 발차한 것도 있었다.
- 1번 선은 상기대로 승강장의 앞부분에 6량 편성이 정차했을 경우 맨 뒷칸의 직후의 위치에 제2 장내 신호기를 갖추고 선행 열차가 6량 이하의 경우에 한하여 뒤쪽으로 다음 열차를 진입시킬 수 있다.
- 3번 선은, 이 하나의 선에서 긴테쓰 측에 도착하는 모든 영업 열차를 받아들이기 때문에 같은 위치에 제3 장내 신호기를 갖추었다.

## 역 주변
난바 신시가지의 주오, 미도스지와 센니치마에도리가 교차하는 난바 사거리에 근접하고 오사카미나미의 번화가로 확산되고 있다.
- 난바 워크
- 도톤보리
- 신사이바시 상점가 ・ 에비스바시 상점가
- 오사카 시티 에어 터미널 ・ JR 난바 역(OCAT)
- 미도스지 그랜드 빌딩
- 긴테쓰 난바 빌딩
- 난토 은행 오사카 지점

### 버스 정류장
- 오사카 시영 버스
  - 니기와이바시
    - 73호 계통: 모모다니역앞・오이케바시・도부시조마에역・지하철 히라노 역 경유 데토 버스 터미널 행 / 난바 행
    - 60호 계통: 난바 행

  - 에비스바시
    - 73호 계통: 모모다니 역앞・오이케바시・도부시조마에 역・지하철 히라노 역 경유 데토 버스 터미널 행 / 난바 행

## 사진

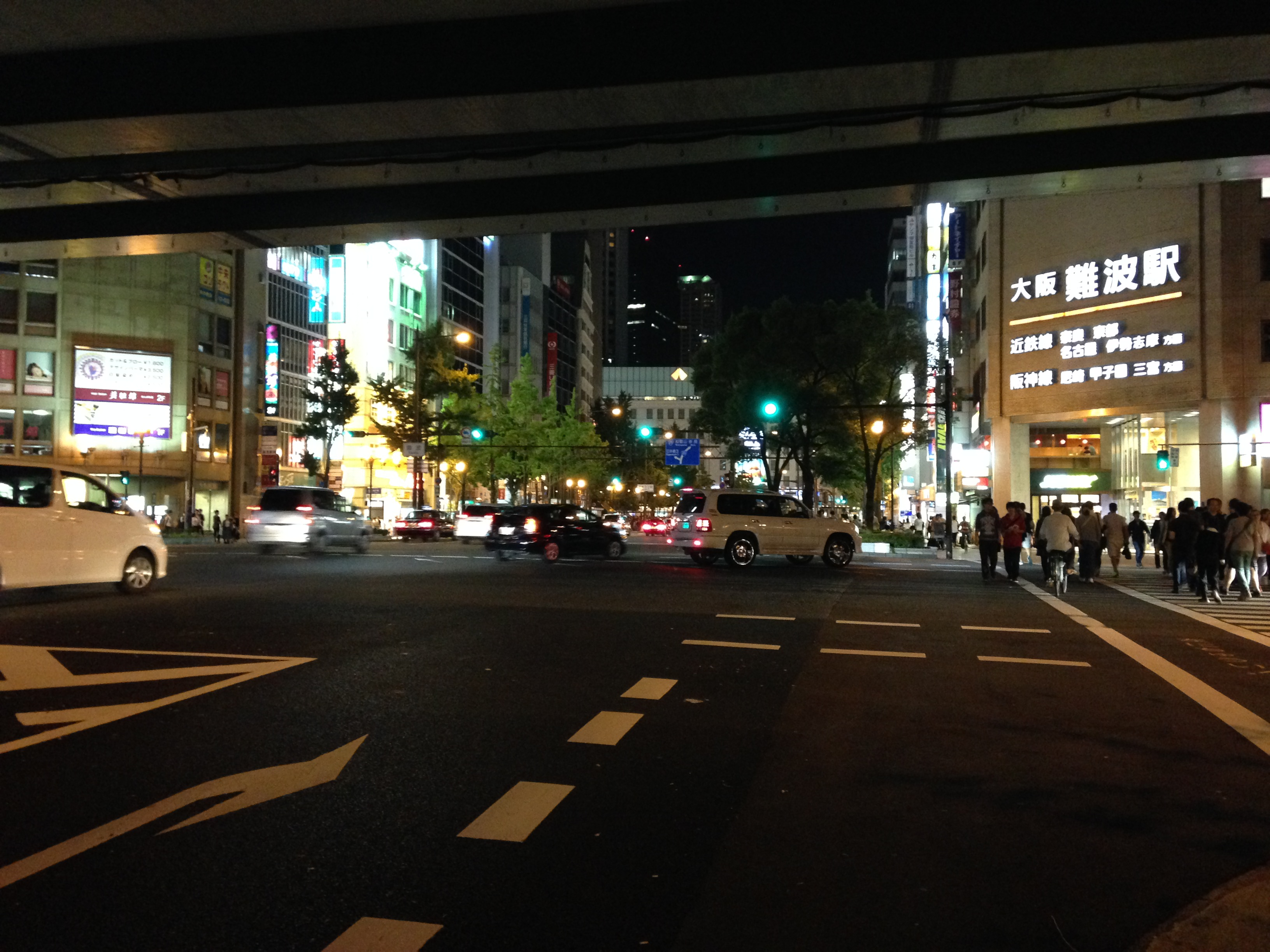
역 인근 야경
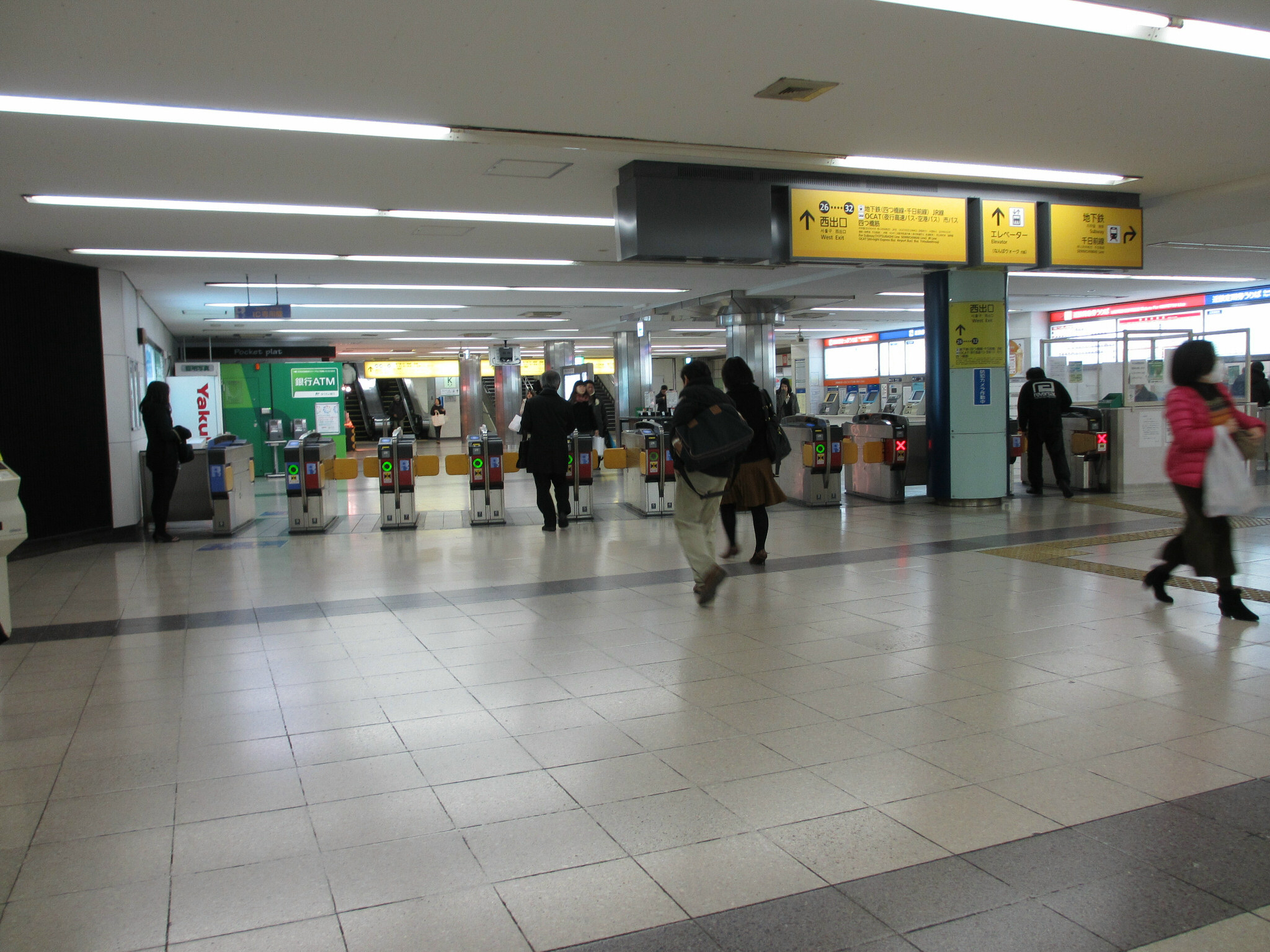
개찰구
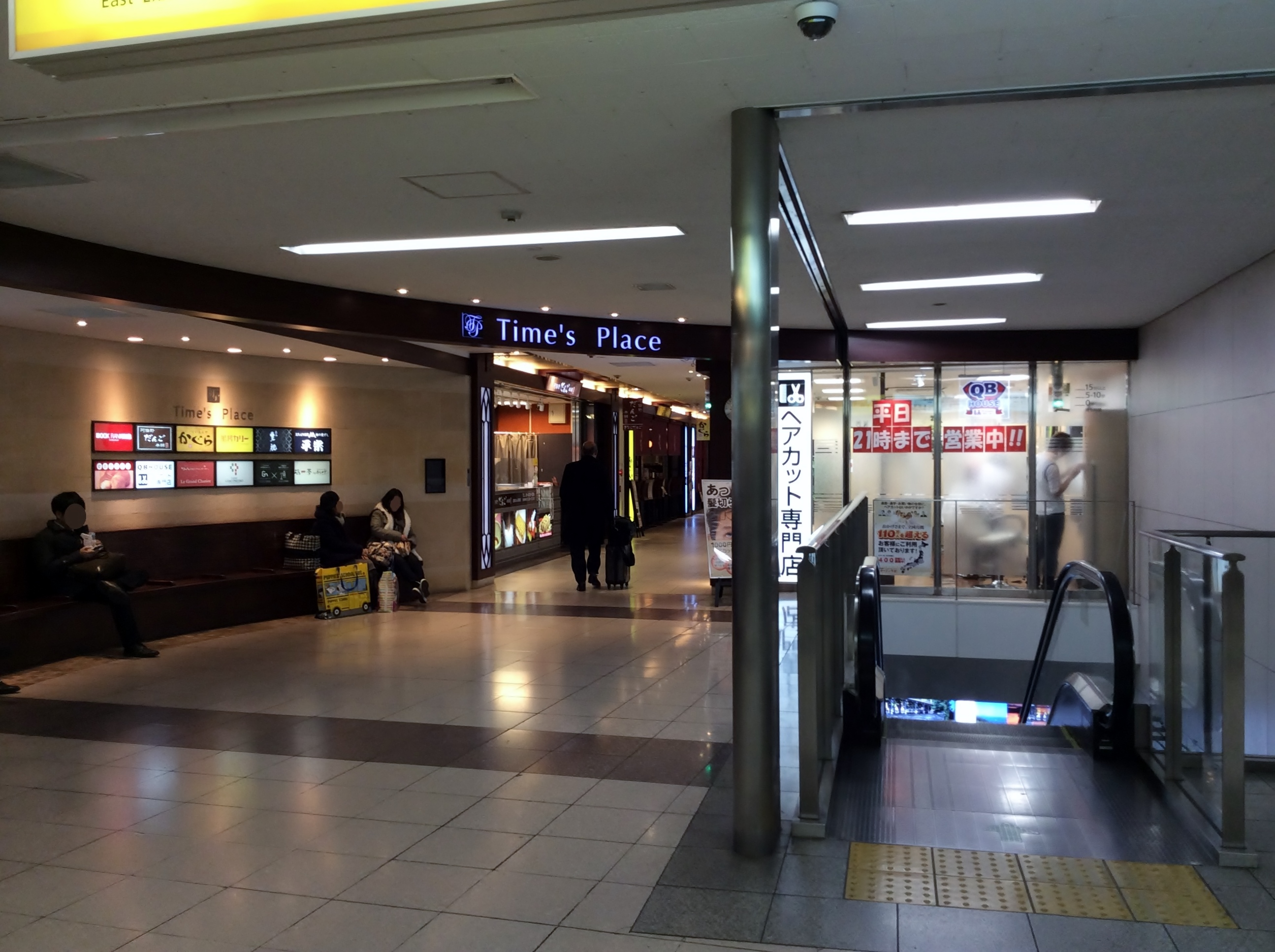
Time's Place 난바 입구
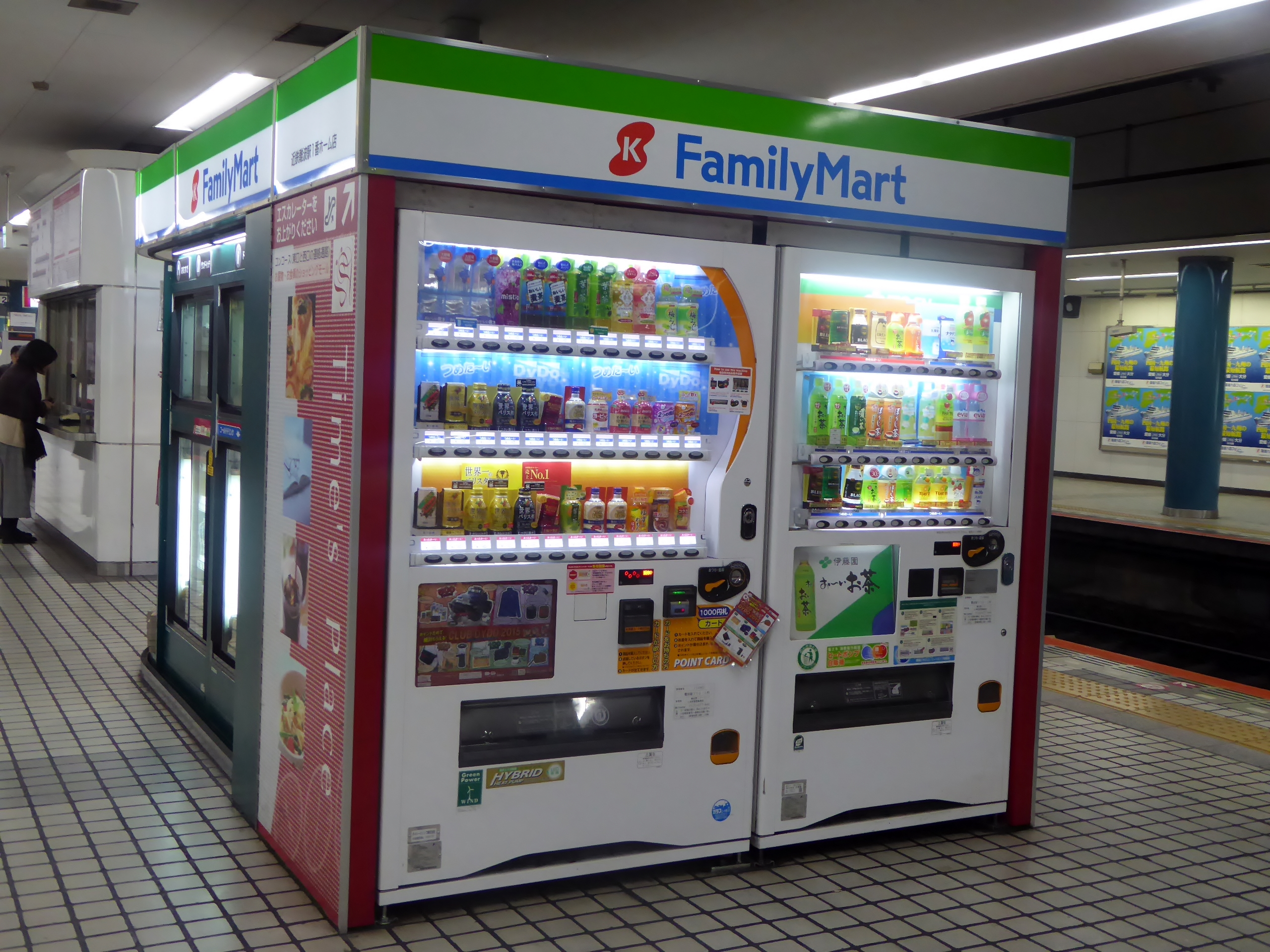
1번 승강장 내 훼미리마트 자판기
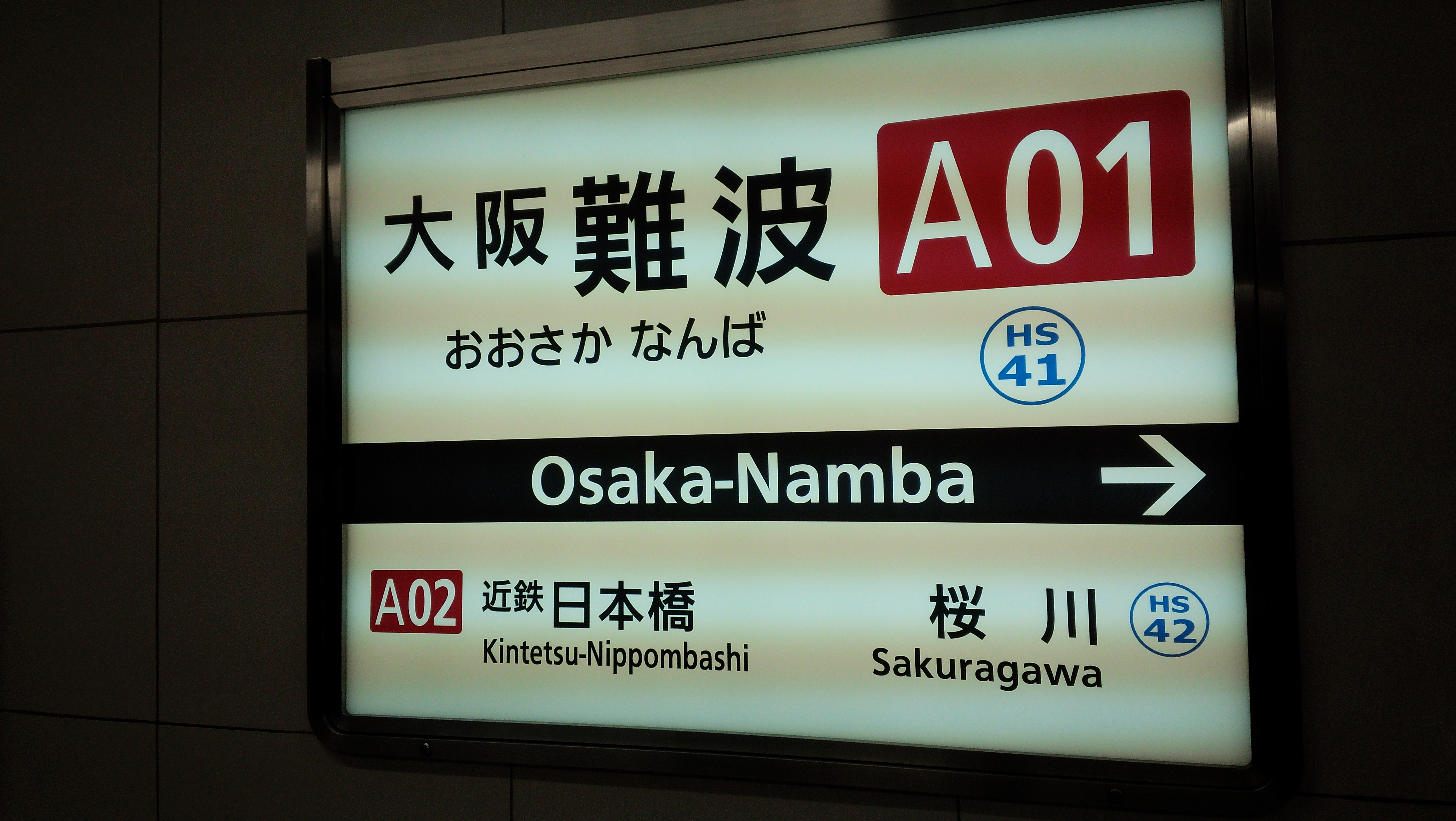
역명판

## 인접역
| 긴키 닛폰 철도 A 긴키 닛폰 철도 나라 선 (난바 선) ■ 한신 난바 선 | 긴키 닛폰 철도 A 긴키 닛폰 철도 나라 선 (난바 선) ■ 한신 난바 선                                           | 긴키 닛폰 철도 A 긴키 닛폰 철도 나라 선 (난바 선) ■ 한신 난바 선 |
| ---------------------------------------------------------------- | --- | ---------------------------------------------------------------- |
| HS 42 사쿠라가와 (한신 난바 선) 아마가사키 방면                  | □ 특급정차역・발착역 (정기 열차는 오사카우에혼마치 방향으로만 운행) ■ 쾌속급행・■ 준급・■ 구간급행・■ 보통 | 긴테쓰닛폰바시 A02 (긴테쓰 나라 선) 긴테쓰나라 방면              |
| 시·종착역                                                        | ■ 급행 | 긴테쓰닛폰바시 A02 긴테쓰나라 방면                               |